# Alfredo Domínguez Collazo
Alfredo Domínguez Collazo (Vigo, 10 de abril de 1928-Madrid, 17 de marzo de 2018) fue un oftalmólogo español. Presidente de la Sociedad Española de Oftalmología (1999-2003)

## Biografía

### Infancia y formación académica
Su padre era oftalmólogo, y al poco de nacer se trasladó junto con toda la familia a Madrid, donde permanecieron hasta 1936. Ese año, su padre, tras aprobar las oposiciones de oftalmólogo provincial de sanidad de Pontevedra, regresó a Vigo, tomó posesión de la plaza y comenzó a hacer el traslado. El 18 de julio la familia queda separada por la guerra civil: los niños están en Vigo y los padres en Madrid, hasta que consiguen escapar a la llamada zona nacional a través de Francia
Alfredo entra en el colegio alemán, donde hace el parvulario, y en el colegio de los Maristas estudia el bachillerato. Comienza la carrera de medicina en la Universidad de Santiago de Compostela en 1945. Dos años después fallece su padre, y él se traslada a Madrid para continuar allí los estudios universitarios, iniciándose en su futura especialidad, como alumno interno de la cátedra de oftalmología. Su madre y su hermana viajan a Río de Janeiro, donde se instalan.

### Médico oftalmólogo
Tras concluir la carrera de medicina, se desplaza a Buenos Aires en 1953, para convalidar allí su título académico, ya que así se lo pidió su padre antes de morir. En Argentina continúa aprendiendo oftalmología como asistente libre, en el Servicio de Oftalmología del Hospital de Clínicas de la Universidad de Buenos Aires. Allí sufre una pielonefritis, y se fractura la rodilla izquierda, a consecuencia de una caída de un caballo.
En 1955, regresa España e ingresa como alumno en el Instituto Oftálmico Nacional. En 1957 abre consulta en Vigo pero al no tener demasiado trabajo, decide presentarse a las oposiciones de Oftalmólogo de la beneficencia Provincial de Ávila, y posteriormente a las de Oftalmólogo Provincial de Sanidad, que aprueba respectivamente con el número dos y uno. Finalmente, también consigue por oposición, la plaza de médico de sala del Instituto Oftálmico Nacional, con el número uno y poco después, obtiene por oposición la plaza de jefe de servicio de esta institución: médico oftalmólogo numerario del ION.

### Pionero de nuevas técnicas oftalmológicas[2]
En España, fue un pionero en la utilización del frío, tanto para la extracción de la catarata in toto, como para la cirugía del desprendimiento de retina.
El punto clave de su contribución a la cirugía de la retina fue la retinopexia neumática, que él denominó pneumocausis. En 1966, en el Congreso de Gandia, presentó una película con estas técnicas y organizó en 1968 un curso con cirujanos que también las utilizaban (Raúl Rodríguez Barrios, Álvaro Rodríguez, Raúl Valenzuela y Enrique Uribe) con el objetivo de divulgarlas.
En 1972 diseñó una aguja con salida de irrigación lateral, para mantener la cámara durante la aspiración de las cataratas congénitas e infantiles, estableciendo la relación entre la altura de la botella en centímetros y la presión intraocular en mmHg, lo que entonces era una novedad.
A partir de 1965 inició en España la goniotomía (tratamiento quirúrgico del glaucoma) bajo control visual, con la que trató más de un centenar de ojos con glaucoma congénito.
Fue pionero en la relación médico-paciente, en la que dejó de considerar a la enfermedad como algo aislado del conjunto de circunstancias vitales del enfermo.

### Docencia universitaria y labor asistencial
Ganó la cátedra de Oftalmología en la Universidad Autónoma de Madrid. Ocupó la Jefatura del Servicio y la Dirección del Instituto Oftálmico Nacional. Intentó sin éxito, mantener el Instituto Castroviejo en la Universidad Autónoma de Madrid. Hasta 2008 mantuvo su clínica oftalmológica en Madrid, que dejó tras su jubilación.